# 克拉克 (密蘇里州)
克拉克（英語：Clark）是位於美國密蘇里州蘭道夫縣的城市。

## 人口
根據2020年美國人口普查的數據，克拉克的面積為1.55平方千米，皆為陸地。當地共有人口254人，而人口密度為每平方千米164人。